# Betty (cantante)
Elizabeth Hakobi Danielyan (Ereván, 14 de septiembre de 2003), conocida simplemente como Betty (en armenio: Բեթթի), es una cantante armenia.
Su nombre se escribe Էլիզաբեթ Դանիելյան (Elizabeth Danielyan) en armenio.
Desde su infancia, paralelamente a sus clases de canto y danza clásica con las que pretende desarrollar su futuro como cantante, es una de las más conocidas jóvenes presentadoras de televisión en Armenia, realizando entrevistas a numerosos artistas y conduciendo varios programas de televisión para niños.
En el año 2014 fue seleccionada para representar a Armenia en el Festival de la Canción de Eurovisión Junior 2014 con su canción "People of the Sun".